# علي سينا
علي سينا (بالفارسية: علی سینا) كندي من أصول إيرانية ومسلم سابق. ينتقد الإسلام على موقعه الإلكتروني حرية المعتقد (بالإنجليزية: Faith Freedom)‏. ومؤسس موقع «حرية المعتقد الدولية» (بالإنجليزية:  Faith Freedom International)‏ الذي يصفه كقاعدة أساسية لمن قرر التخلي عن الإسلام وللملحدين واللادينيين ككل. كما اسس مدونته الخاصة. علي سينا يقول ان آلاف المسلمين تركوا الإسلام بعد قراءة مقالاته وكتبه.

## خلفية عن بداية حياته
نشأ في إيران وتعلم في إيطاليا والان يقيم في كندا. بدأ في مناظرة المسلمين في اواخر تسعينات القرن الماضي. يقول لجريدة The Jerusalem Post ان ما يزعجه ليس الولع بالجهاد أو التعصب الذي يقوم به بعض المسلمين المتعصبين لكن العلل الموجود في القران وفي النصوص الإسلامية الأساسية.

## رأي صحيفة جيروزاليم بوست
تقول صحيفة جيروزاليم بوست سينا الذي يدير موقع حرية المعتقد الدولية وهو موقع الكتروني متخصص في نقد الإسلام - يطلق على نفسه - أكبر عدو للإسلام على قيد الحياة - توزيع كتابه الاخير «فهم محمد: السيرة النفسية لمحمد» يعزز ذلك القول، في هذا الكتاب يقول سينا «ان رمز الإسلام الرئيسي كان يعاني من عدة اضطرابات عقلية منها اضطرابات الشخصية النرجسية، صرع الفص الصدعي والوسواس القهري. هذه الاضطرابات يمكن ان تفسر الظاهرة المعروفة بالإسلام، والتي هي ليست الا خبل شخص واحد.»